# Liste d'exoplanètes potentiellement habitables

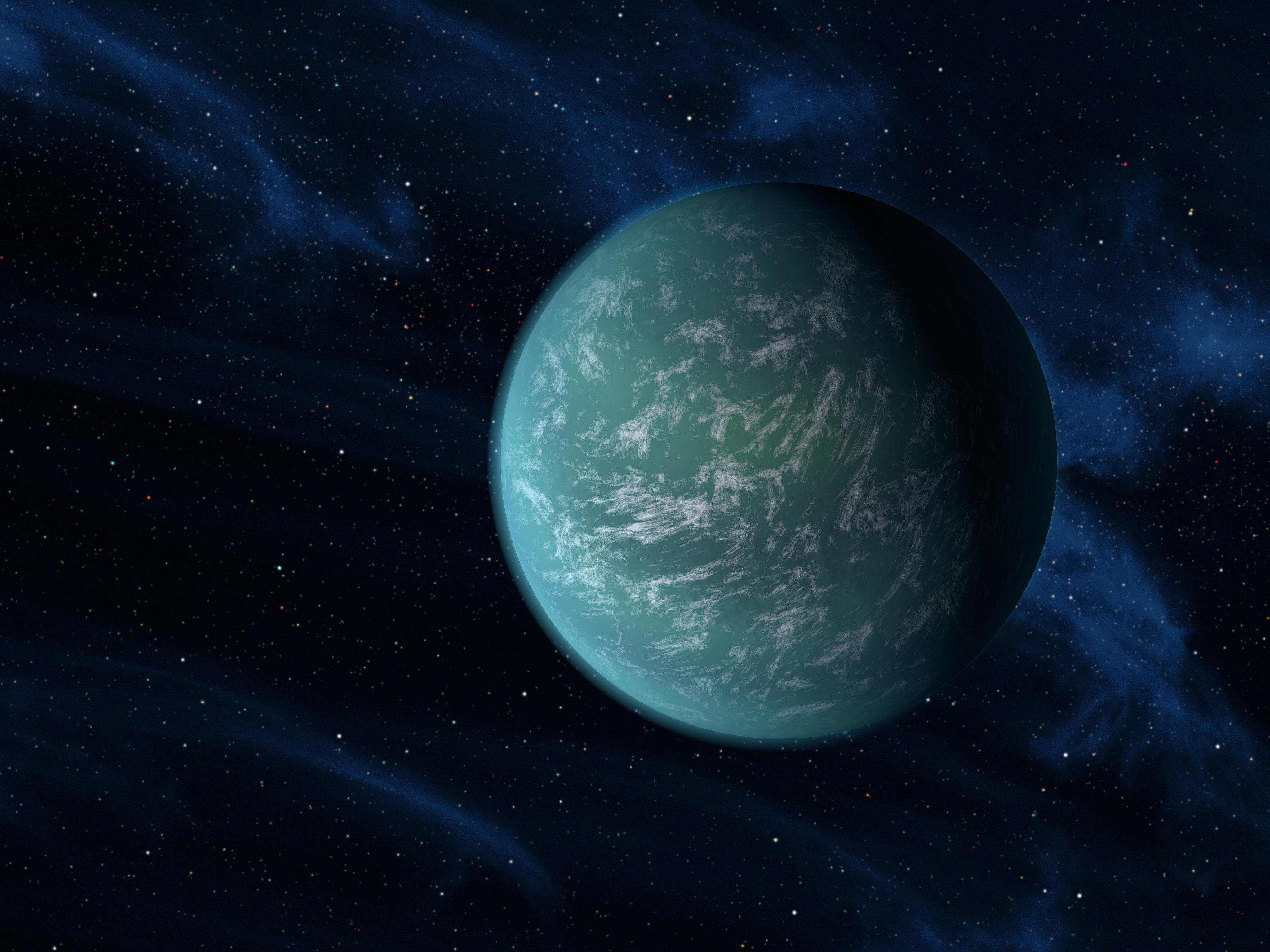
Vue d'artiste de Kepler-22 b, une « super-Terre » située dans la zone habitable de Kepler-22.

Cet article dresse une liste d'exoplanètes potentiellement habitables selon leur similitude avec la Terre calculée au moyen de l'indice de similarité avec la Terre (IST). La liste est fondée sur une méthodologie et des estimations fournies par le Laboratoire d'habitabilité planétaire (PHL) de l'université de Porto Rico à Arecibo.

## Notion de planète potentiellement habitable

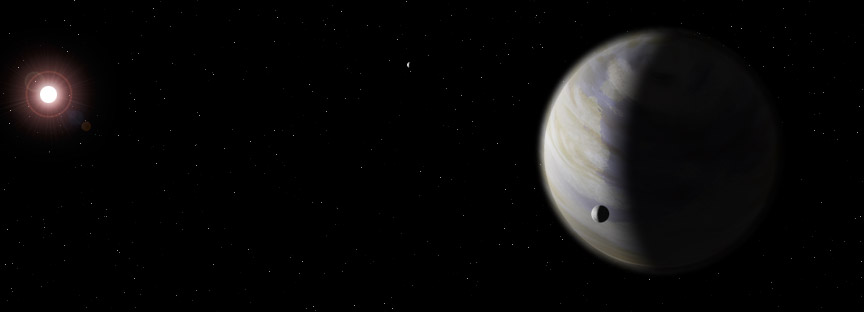
Vue d'artiste de Gliese 581 d, une exoplanète un temps décrite comme potentiellement habitable, dont l'existence est remise en cause.

En astronomie et en astrobiologie, une zone habitable est une région autour d'une étoile où la pression atmosphérique des planètes est suffisante pour maintenir l'eau à l'état liquide sur sa surface,.
Une planète potentiellement habitable implique une planète rocheuse située dans la zone habitable d'une étoile avec des conditions à peu près comparables à celles de la Terre (c'est-à-dire une Terre jumelle), et donc potentiellement favorables à la vie.
Bien qu'environ une douzaine de [citation nécessaire] planètes seulement ont été formellement identifiées dans une zone habitable, le télescope spatial Kepler a découvert 54 candidates potentielles [citation nécessaire] et les estimations actuelles suggèrent qu'il y a au moins 500 millions de planètes dans les zones habitables dans la Voie lactée.
Le 4 novembre 2013, des astronomes ont rapporté, après analyse des données de Kepler, qu'il pourrait y avoir jusqu'à 40 milliards de planètes de taille similaire à la Terre en orbite dans les zones habitables d'étoiles semblables au Soleil et de naines rouges dans la Voie lactée,, onze milliards d'entre elles pourraient être en orbite autour d'étoiles semblables au Soleil. La planète potentiellement habitable la plus proche de la Terre pourrait être à 4,24 années-lumière, selon les scientifiques,.

## Liste du catalogue des exoplanètes habitables
Le tableau suivant est issu de données extraites du catalogue des exoplanètes habitables (Habitable Exoplanets Catalog) (sauf pour le PHI). Cet indice de l'habitabilité ne prend pas en compte les différences de l'habitabilité de certains types d'étoiles et des systèmes stellaires, comme les naines rouges et les systèmes d'étoiles binaires. Voir habitabilité des systèmes à naines rouges et habitabilité des systèmes binaires (en) pour plus d'informations.

### Clé
Les planètes énumérées ci-dessous sont évaluées sur huit critères différents :
- Indice de similarité avec la Terre (IST) — Similitude avec la Terre sur une échelle de 0 à 1, 1 étant le plus semblable à la Terre. L'IST dépend du rayon, de la densité, de la vitesse de libération et de la température de surface de la planète.
- Standard Primary Habitability (SPH) — Habitabilité pour les producteurs primaires (végétation, autotrophes…) sur une échelle de 0 à 1, 1 étant le mieux adapté pour la productivité primaire (croissance). Le SPH dépend de la température de surface (et de l'humidité relative si elle est connue).
- Habitable Zone Distance (HZD) — Distance par rapport au centre de la zone habitable de l'étoile, à l'échelle de sorte que -1 représente le bord intérieur de la zone, et +1 représente le bord extérieur. Le HZD dépend de la luminosité de l'étoile et de sa température et de la taille de l'orbite de la planète.
- Habitable Zone Composition (HZC) — Mesure de la composition en vrac, où des valeurs proches de zéro sont des mélanges fer-roche-eau. Les valeurs inférieures à -1 représentent des corps composés principalement de fer, et les valeurs supérieures à +1 représentent les corps composés principalement de gaz. Le HZC dépend de la masse de la planète et de son rayon.
- Habitable Zone Atmosphere (HZA) — Potentiel de la planète à maintenir une atmosphère habitable, où les valeurs au-dessous de -1 représentent des corps avec peu ou pas d'atmosphère, et les valeurs supérieures à +1 représentent des corps pourvus d'épaisses atmosphères d'hydrogène (par exemple des géantes gazeuses). Les valeurs comprises entre -1 et +1 sont plus susceptibles d'avoir des atmosphères adaptées à la vie, même si 0 n'est pas nécessairement idéal. Le HZA dépend de la masse, du rayon et de la taille de l'orbite de la planète et de la luminosité de l'étoile.
- Planetary Class (pClass) — Classe les objets en fonction de la zone thermique (très chaud, chaud, ou froid, où chaud est dans la zone habitable[Information douteuse]) et de leur masse (astéroïdienne, mercurienne, sous-terrienne, terrienne, super-terrienne, neptunienne et jovienne).
- Habitable Class (hClass) — Classe des planètes habitables en fonction de la température : hypopsychroplanètes (hP) = très froid (< −50 °C) ; psychroplanètes (P) = froid ; mésoplanètes (M) = température moyenne (0–50 °C ; à ne pas confondre avec l'autre définition de mésoplanète) ; thermoplanètes (T) = chaud ; hyperthermoplanètes (hT) = très chaud (> 100 °C). Les mésoplanètes seraient idéales pour la vie complexe, alors que les classes hP ou hT ne conviendraient qu'à une vie extrêmophile. Les planètes non habitables sont simplement classées non habitables (NH).
- Indice d'habitabilité planétaire (PHI) — Classe les objets en fonction de la présence d'un substrat solide (rocheux ou gelé), la présence d'une magnétosphère, la luminosité, la température, la présence d'oxydants et de réducteurs, la déformation de marée, la présence de composés organiques complexes et de composés de soufre, de  phosphore et d'azote, et la présence de liquide dans l'atmosphère, à la surface et sous la surface. L'indice s'étend de 0 (aucune de ces caractéristiques) à 4,53 (toutes ces caractéristiques). Les données sont issues de A Two-Tiered Approach to Assessing the Habitability of Exoplanets[8].

### Liste d'exoplanètes potentiellement habitables
(À des fins de comparaison, les quatre planètes rocheuses du Système solaire sont incluses dans cette liste, la Terre au début et les autres à la fin.)
À noter que les planètes découvertes en 2014 et après n'ont pas de SPH, HZD, HZC et HZA connus ; le catalogue (Habitable Exoplanet Catalogue) fournissant ces données étant en cours de mise à jour.
Les planètes Wolf-1061 d et KIC-5522786 b (mentionnées dans l'Habitable Exoplanet Catalogue), ainsi que Gliese-625 b, Wolf-1061 c, Kepler-441 b et Kepler-560 b (non mentionnées dans l'Habitable Exoplanet Catalogue), ne sont pas reprises dans cette liste.
| Rang | Nom                    | IST  | SPH  | HZD   | HZC   | HZA   | pClasse                  | hClasse            | PHI  | Distance (al) | Statut                     | Année de découverte |
| ---- | ---------------------- | ---- | ---- | ----- | ----- | ----- | ------------------------ | ------------------ | ---- | ------------- | -------------------------- | ------------------- |
| N/C  | Terre                  | 1.00 | 0,72 | −0,50 | −0,31 | −0,52 | Terrienne chaude         | Mésoplanète        | 4,37 | –             | Planète du système solaire | Antiquité           |
| 2    | TRAPPIST-1 d           | 0,90 | N/A  | N/A   | N/A   | N/A   | Sous-terrienne chaude    | Mésoplanète        |      | 39,5          | Confirmée                  | 2016                |
| 3    | KOI-1686.01            | 0.89 | 0,42 | −0,63 | −0,16 | −0,13 | Super-terrienne chaude   | Mésoplanète        |      | 1 033,8       | KOI Faux Positif           | 2011                |
| 4    | LHS 1723 b (GJ 3323 b) | 0,89 | N/A  | N/A   | N/A   | N/A   | Super-terrienne chaude   | Mésoplanète        |      | 17,4          | Confirmée                  | 2017                |
| 5    | Kepler-438 b           | 0.88 | 0,88 | −0,93 | −0,14 | −0,73 | Terrienne chaude         | Mésoplanète        |      | 640           | Confirmée                  | 2015                |
| 6    | Luyten b               | 0,86 | N/A  | N/A   | N/A   | N/A   | Super-terrienne chaude   | Mésoplanète        |      | 12,37         | Confirmée                  | 2017                |
| 7    | Proxima Centauri b     | 0,85 | N/A  | N/A   | N/A   | N/A   | Terrienne chaude         | Mésoplanète        |      | 4,24          | Confirmée                  | 2016                |
| 8    | TRAPPIST-1 e           | 0,85 | N/A  | N/A   | N/A   | N/A   | Terrienne chaude         | Mésoplanète        |      | 39,5          | Confirmée                  | 2017                |
| 9    | Kepler-296 e           | 0,85 | N/A  | N/A   | N/A   | N/A   | Super-terrienne chaude   | Mésoplanète        |      | 740           | Confirmée                  | 2014                |
| 10   | Gliese 667 Cc          | 0.84 | 0,64 | −0,62 | −0,15 | 0,21  | Terrienne chaude         | Mésoplanète        |      | 23,6          | Confirmée                  | 2011                |
| 11   | Kepler-1410 b          | 0.84 | 0,63 | −0,88 | −0,16 | −0,06 | Super-terrienne chaude   | Mésoplanète        |      | 1 213,4       | Confirmée                  | 2011                |
| 12   | Kepler-442 b           | 0.83 | 0,98 | −0,72 | −0,15 | 0,28  | Super-terrienne chaude   | Mésoplanète        |      | 1 291,6       | Confirmée                  | 2015                |
| 13   | Kepler-62 e            | 0.83 | 0,96 | −0,70 | −0,15 | 0,28  | Super-terrienne chaude   | Mésoplanète        |      | 1 199,7       | Confirmée                  | 2013                |
| 14   | Kepler-452 b           | 0.83 | 0,93 | −0,61 | -0,15 | -0,30 | Super-terrienne chaude   | Mésoplanète        |      | 1 400         | Confirmée                  | 2015                |
| 15   | K2-72 e                | 0,82 | N/A  | N/A   | N/A   | N/A   | Super-terrienne chaude   | Mésoplanète        |      | 227,7         | Confirmée                  | 2016                |
| 16   | Gliese 832 c           | 0.81 | 0,96 | −0,72 | −0,15 | 0,43  | Super-terrienne chaude   | Mésoplanète        |      | 16,1          | Confirmée                  | 2014                |
| 17   | K2-3 d                 | 0,80 | N/A  | N/A   | N/A   | N/A   | Super-terrienne chaude   | Mésoplanète        |      | 140           | Confirmée                  | 2015                |
| 18   | Kepler-1544 b          | 0,80 | N/A  | N/A   | N/A   | N/A   | Super-terrienne chaude   | Mésoplanète        |      | 1 138         | Confirmée                  | 2016                |
| 19   | Kepler-283 c           | 0.79 | 0,85 | −0,58 | −0,14 | 0,69  | Super-terrienne chaude   | Mésoplanète        |      | 1 496,8       | Confirmée                  | 2011                |
| 20   | Kepler-1229 b          | 0.79 | 0,00 | −0,40 | −0,15 | 0,44  | Super-terrienne chaude   | Psychroplanète     |      | 996,9         | Confirmée                  | 2011                |
| 21   | Kepler-436 b           | 0.79 | 0,33 | −0,87 | −0,14 | 0,47  | Super-terrienne chaude   | Mésoplanète        |      | 1 339,4       | Confirmée                  | 2015                |
| 22   | Tau Ceti e             | 0.78 | 0,00 | −0,92 | −0,15 | 0,16  | Super-terrienne chaude   | Mésoplanète        |      | 11,9          | Confirmée                  | 2012                |
| 23   | Kepler-296 f           | 0.78 | 0,15 | −0,90 | −0,14 | 0,53  | Super-terrienne chaude   | Mésoplanète        |      | 1 089,6       | Confirmée                  | 2011                |
| 24   | Kepler-1410 b          | 0,78 | N/A  | N/A   | N/A   | N/A   | Super-terrienne chaude   | Mésoplanète        |      | 1 196         | Confirmée                  | 2016                |
| 25   | Gliese 180 c           | 0.77 | 0,42 | −0,53 | −0,14 | +0,64 | Super-terrienne chaude   | Mésoplanète        |      | 39,5          | Confirmée                  | 2014                |
| 26   | Gliese 667 Cf          | 0.77 | 0,00 | -0,22 | −0,16 | +0,08 | Super-terrienne froide   | Psychroplanète     |      | 23,6          | Confirmée                  | 2013                |
| 27   | Gliese 581 g           | 0.76 | 1,00 | -0,70 | −0,15 | +0,28 | Super-terrienne chaude   | Psychroplanète     | 1,73 | 20,2          | Douteux                    | 2010                |
| 28   | Kepler-1638 b          | 0,76 | N/A  | N/A   | N/A   | N/A   | Super-terrienne chaude   | Mésoplanète        |      | 2 866         | Confirmée                  | 2016                |
| 29   | KOI-2474.01            | 0.76 | 0,00 | −0,93 | −0,15 | +0,25 | Super-terrienne chaude   | Mésoplanète        |      | 1 605,7       | Candidate (Kepler)         | 2011                |
| 30   | KOI-2469.01            | 0.76 | 0,71 | −0,75 | −0,13 | +0,99 | Super-terrienne chaude   | Mésoplanète        |      | 1 556,8       | Candidate (Kepler)         | 2011                |
| 31   | KOI-2992.01            | 0.76 | 0,52 | −0,54 | −0,13 | +1,06 | Super-terrienne chaude   | Mésoplanète        |      | 1 375,4       | Candidate (Kepler)         | 2011                |
| 32   | KOI-4333.01            | 0.75 | 0,00 | −0,90 | −0,15 | +0,32 | Super-terrienne chaude   | Thermoplanète      |      | 2 504,7       | Candidate (Kepler)         | 2011                |
| 33   | Gliese 180 b           | 0.75 | 0,41 | −0,88 | −0,14 | +0,74 | Super-terrienne chaude   | Mésoplanète        |      | 39,5          | Non confirmée              | 2014                |
| 34   | Kepler-440 b           | 0,75 | N/A  | N/A   | N/A   | N/A   | Super-terrienne chaude   | Mésoplanète        |      | 851           | Confirmée                  | 2015                |
| 36   | HD 40307 g             | 0.74 | 0,04 | −0,23 | −0,14 | +0,77 | Super-terrienne chaude   | Psychroplanète     |      | 41,7          | Confirmée                  | 2012                |
| 37   | KOI-854.01             | 0.74 | 1,00 | −0,72 | −0,13 | +1,39 | Super-terrienne chaude   | Mésoplanète        |      | 1 077,7       | Candidate (Kepler)         | 2011                |
| 38   | Kepler-1653 b          | 0.74 | 1,00 | −0,82 | −0,13 | +0,97 | Super-terrienne chaude   | Mésoplanète        |      | 1 847,5       | Candidate (Kepler)         | 2011                |
| 39   | Kepler-705 b           | 0,74 | N/A  | N/A   | N/A   | N/A   | Super-terrienne chaude   | Mésoplanète        |      | 818           | Confirmée                  | 2016                |
| 40   | Kepler-61 b            | 0.73 | 0,27 | −0,88 | −0,13 | +1,24 | Super-terrienne chaude   | Mésoplanète        |      | 1 062,8       | Confirmée                  | 2013                |
| 41   | KOI-2762.01            | 0.73 | 0,10 | −0,27 | −0,14 | +1,01 | Super-terrienne chaude   | Mésoplanète        |      | 1 169,5       | Candidate (Kepler)         | 2011                |
| 42   | Gliese 163 c           | 0.75 | 0,02 | −0,96 | −0,14 | +0,58 | Super-terrienne chaude   | Mésoplanète        |      | 48,9          | Confirmée                  | 2012                |
| 43   | Kepler-1229 b          | 0,73 | N/A  | N/A   | N/A   | N/A   | Super-terrienne chaude   | Mésoplanète        |      | 769           | Confirmée                  | 2016                |
| 44   | K2-18 b                | 0,73 | N/A  | N/A   | N/A   | N/A   | Neptunienne chaude       | Mésoplanète        |      | 111           | Confirmée                  | 2015                |
| 45   | KOI-1871.01            | 0.72 | 0,27 | −0,88 | −0,12 | +1,34 | Super-terrienne chaude   | Mésoplanète        |      | 1 176,7       | Candidate (Kepler)         | 2011                |
| 46   | KOI-4036.01            | 0.72 | 0,99 | −0,77 | −0,12 | +1,49 | Super-terrienne chaude   | Mésoplanète        |      | 1 135,0       | Candidate (Kepler)         | 2011                |
| 47   | Kepler-1090 b          | 0,72 | N/A  | N/A   | N/A   | N/A   | Super-terrienne chaude   | Mésoplanète        |      | 2 289         | Confirmée                  | 2016                |
| 48   | Gliese 422 b           | 0.71 | 0,17 | −0,41 | −0,13 | +1,11 | Super-terrienne chaude   | Mésoplanète        |      | 41,3          | Confirmée                  | 2014                |
| 49   | Kepler-22 b            | 0.71 | 0,53 | −0,64 | −0,12 | +1,79 | Super-terrienne tempérée | Mésoplanète        |      | 619,4         | Confirmée                  | 2011                |
| 50   | KOI-3282.01            | 0.71 | 0,04 | −0,92 | −0,12 | +1,43 | Super-terrienne chaude   | Mésoplanète        |      | 1 162,9       | Candidate (Kepler)         | 2011                |
| 51   | KOI-4450.01            | 0.71 | 0,00 | −0,83 | −0,13 | +1,33 | Super-terrienne chaude   | Mésoplanète        |      | 2 553,4       | Candidate (Kepler)         | 2011                |
| 52   | Kepler-443 b           | 0,71 | N/A  | N/A   | N/A   | N/A   | Super-terrienne chaude   | Mésoplanète        |      | 2 564,4       | Confirmée                  | 2015                |
| 53   | K2-9 b                 | 0,71 | N/A  | N/A   | N/A   | N/A   | Super-terrienne chaude   | Mésoplanète        |      | 359           | Confirmée                  | 2015                |
| 54   | KOI-4054.01            | 0.70 | 0,00 | −0,91 | −0,12 | +1,30 | Super-terrienne chaude   | Mésoplanète        |      | 1 770,4       | Candidate (Kepler)         | 2011                |
| 55   | Kepler-1552 b          | 0,70 | N/A  | N/A   | N/A   | N/A   | Super-terrienne chaude   | Mésoplanète        |      | 2015          | Confirmée                  | 2016                |
| 56   | Kepler-1540 b          | 0,70 | N/A  | N/A   | N/A   | N/A   | Super-terrienne chaude   | Mésoplanète        |      | 854           | Confirmée                  | 2016                |
| 57   | Gliese 3293 d          | 0,70 | N/A  | N/A   | N/A   | N/A   | Super-terrienne chaude   | Mésoplanète        |      | 58            | Confirmée                  | 2014                |
| 58   | KOI-4583.01            | 0.69 | 0,07 | −0,23 | −0,12 | +2,03 | Super-terrienne chaude   | Psychroplanète     |      | 3 265,0       | Candidate (Kepler)         | 2011                |
| 59   | Kepler-298 d           | 0.68 | 0,00 | −0,86 | −0,11 | +2,11 | Super-terrienne chaude   | Mésoplanète        |      | 1 545         | Confirmée                  | 2012                |
| 60   | Kepler-439 b           | 0.68 | 0,00 | −0,99 | −0,13 | +1,18 | Super-terrienne chaude   | Thermoplanète      |      | 1 914,8       | Confirmée                  | 2015                |
| 61   | TRAPPIST-1 f           | 0,68 | N/A  | N/A   | N/A   | N/A   | Super-terrienne chaude   | Mésoplanète        |      | 39,5          | Confirmée                  | 2017                |
| 62   | LHS 1140 b             | 0,68 | N/A  | N/A   | N/A   | N/A   | Super-terrienne chaude   | Mésoplanète        |      | 40,67         | Confirmée                  | 2017                |
| 63   | Kapteyn b              | 0.67 | 0,00 | +0,08 | −0,15 | +0,57 | Super-terrienne chaude   | Psychroplanète     |      | 12,7          | Confirmée                  | 2014                |
| 64   | Kepler-62 f            | 0.67 | 0,00 | +0,45 | −0,16 | +0,19 | Super-terrienne chaude   | Psychroplanète     |      | 1 199,7       | Confirmée                  | 2013                |
| 65   | Kepler-174 d           | 0.61 | 0,00 | +0,32 | −0,13 | +1,77 | Super-terrienne chaude   | Psychroplanète     |      | 878,3         | Confirmée                  | 2011                |
| 66   | Kepler-186 f           | 0,61 | N/A  | N/A   | N/A   | N/A   | Terrienne chaude         | Psychroplanète     |      | 492           | Confirmée                  | 2014                |
| 67   | KOI-2770.01            | 0.60 | 0,00 | +0,33 | −0,13 | +1,77 | Super-terrienne chaude   | Psychroplanète     |      | 1 470,4       | Candidate (Kepler)         | 2011                |
| 68   | Gliese 667 Ce          | 0.60 | 0,00 | +0,51 | −0,16 | +0,23 | Super-terrienne chaude   | Psychroplanète     |      | 23,6          | Confirmée                  | 2013                |
| 69   | Kepler-296 f           | 0,60 | N/A  | N/A   | N/A   | N/A   | Super-terrienne chaude   | Psychroplanète     |      | 1 089         | Confirmée                  | 2014                |
| 70   | Gliese 682 c           | 0.59 | 0,00 | +0,22 | −0,14 | +1,19 | Super-terrienne chaude   | Psychroplanète     |      | 16,3          | Non confirmée              | 2014                |
| 71   | TRAPPIST-1 g           | 0,58 | N/A  | N/A   | N/A   | N/A   | Terrienne chaude         | Psychroplanète     |      | 39,5          | Confirmée                  | 2017                |
| 72   | KOI-4356.01            | 0.55 | 0,00 | +0,77 | −0,14 | +1,22 | Super-terrienne chaude   | Psychroplanète     |      | 1 239,7       | Candidate (Kepler)         | 2011                |
| 73   | Gliese 581 d           | 0.53 | 0,00 | +0,78 | −0,14 | +0,94 | Super-terrienne chaude   | Hypopsychroplanète | 1,57 | 20,2          | Douteux                    | 2007                |
| 74   | KOI-4427 b             | 0,52 | N/A  | N/A   | N/A   | N/A   | Super-terrienne chaude   | Hypopsychroplanète |      | 147,7         | Non confirmée              | 2015                |
| 1    | TOI-700 e              | 0,95 | N/A  | –0,27 | N/A   | N/A   | Terrienne chaude         | Mésoplanète        |      | 102           | Confirmée                  | 2023                |
| 35   | LHS 475 b              | 0.75 | N/A  | N/A   | N/A   | N/A   | Terrienne chaude         | Hyperthermoplanète | 1.50 | 40,7          | Non confirmée              | 2023                |
| N/C  | Vénus                  | 0.78 | 0,00 | −0,93 | −0,28 | −0,70 | Terrienne chaude         | Hyperthermoplanète | 1,65 | 0             | Planète du système solaire | Antiquité           |
| N/C  | Mars                   | 0.64 | 0,00 | +0,33 | −0,13 | −1,12 | Sub-terrienne froide     | Hypopsychroplanète | 2,66 | 0             | Planète du système solaire | Antiquité           |
| N/C  | Mercure                | 0.39 | 0,00 | −1,46 | −0,52 | −1,37 | Mercurienne très chaude  | Non habitable      | 0,00 | 0             | Planète du système solaire | Antiquité           |

## Anciens candidats
HD 85512 b a d'abord été jugée potentiellement habitable,, mais les modèles mis à jour pour les limites de la zone habitable l'ont placée à l'extérieur de la ZH,, et elle est maintenant considérée comme non habitable.
Kepler-69 c a traversé un processus similaire ; d'abord supposée être potentiellement habitable, la planète s'est finalement montrée plus susceptible d'être similaire à Vénus, et n'est donc plus considérée comme habitable.
De même, Tau Ceti f a d'abord été considérée comme potentiellement habitable, mais le modèle amélioré de la zone habitable circumstellaire met la planète extérieure à la limite extérieure de l'habitabilité, de sorte qu'elle est désormais considérée comme non habitable.